# 甲斐庄楠音
甲斐荘(庄) 楠音（かいのしょう ただおと、1894年〈明治27年〉12月13日 - 1978年〈昭和53年〉6月16日）は、大正時代の日本画家、昭和20年代 - 30年代の風俗考証家である。本姓は「甲斐荘」。兄に高砂香料工業創業者である甲斐庄楠香がいる。

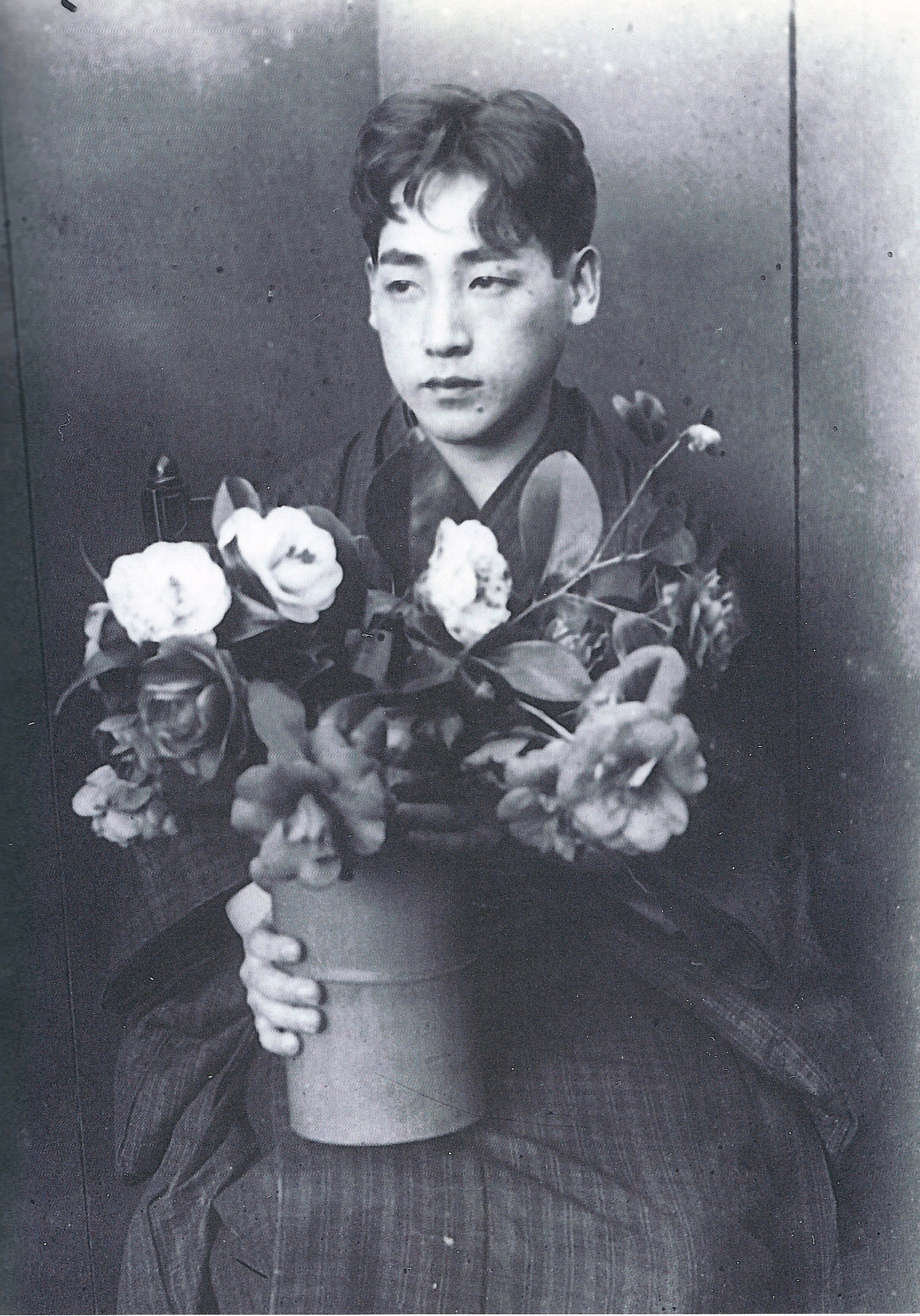
20代前後の甲斐庄楠音

## 略伝
京都市生まれ。甲斐庄氏は楠木正成末裔を自称した一族で、江戸時代に徳川光圀の推挙で4531石余の大身旗本となった裕福な武士であった。父・正秀は甲斐庄氏の跡継ぎ養子となったものの、後に離縁となり別家を建てたという事情があり、その時の慰謝料で京都に広大な土地を購入した。楠音はその父の元で経済的に恵まれた少年時代を送った。生家は京都御所の東南にあり、楠音の妹は「暮らしぶりはまったくのお大名の殿様」のようだったと回想している。
しかし、幼少時から喘息を患い病弱であり、過保護に育てられた。体格も華奢で、後には芝居の女形に扮することもあった。
京都府立第一中学に入学してから絵画への関心が高まり、京都市立美術工芸学校に転校して竹内栖鳳らに学ぶが、授業にほとんど出席しなかったため1年留年してしまう。その後、専門学校、研究科と進む中でいくつかの展覧会に出品し、村上華岳に認められるようになり、1915年（大正4年）、京都市立絵画専門学校（現：京都市立芸術大学）卒業。
同窓生であった岡本神草、入江波光、玉村方久斗らと前衛的日本画研究集団「密栗会」の結成に参加した。
1918年（大正7年）に国画創作協会に『横櫛』を出品。岡本神草の『口紅』とともに入賞候補に挙げられる。このとき、『横櫛』を推した村上華岳と『口紅』を推した土田麦僊とが互いに譲らず、結局、竹内栖鳳の仲裁で金田和郎の『水蜜桃』が受賞したのだが、このことで新進作家・甲斐庄楠音は有名になる。しかし、後に土田麦僊との確執を産む原因ともなる。退廃的とも言えるほど女性を生々しく描く楠音と、整った美人画をよくする麦僊は画風も対照的であった。
1922年（大正11年）、帝展に『青衣の女』（ちなみに同年の国画創作協会落選作品であった）が入選したことで、1924年（大正13年）に国画創作協会の会友となる。定期的に作品を発表できる場を得た楠音はその後、精力的に作品を発表した。女性の官能美をリアルに描き、大正ロマンを代表する人気画家の一人であった。
だが1926年（大正15年）、東京市上野の日本美術協会で開かれた国画創作協会第5回展に出品した『女と風船』は土田麦僊に陳列を拒否された。上京していた楠音は、会場近くの寺で自らの絵を手直ししていた麦僊に翻意を掛け合うものの、「穢（きたな）い絵は会場を穢くしますから」とされにべもなかった。この「穢い絵事件」を楠音は、「腕力があればただではすまなかった」と、晩年まで悔しがった。その後、アクの強さが消えて整理された画風に変わったが、そのためか絵が次第に売れなくなり、映画界への転身につながった。なお『女と風船』は兄が買い取ったが後に火災で失われ、モノクロの図版が京都国立近代美術館に所蔵されている。
1928年（昭和3年）には「新樹社」を結成し活動の場を移す。しかし1931年（昭和6年）に会員の大量脱退事件が起き、新樹社は実質解散に追い込まれる。この頃、「甲斐荘」から「甲斐庄」へ。
その後は「蒼穹社」に出品をしていたが、溝口健二と知り合ったことで映画界に転身し、以後は映画の時代風俗考証家として活躍するようになる。最初に手伝った溝口作品は『残菊物語』（1939年）、公式には『芸道一代男』（1941年）からである。芸者らを人間くさく描こうとする溝口の作風は、楠音と通じるところがあった。
この溝口の縁で1943年（昭和18年）に芸術関係者のサークル「山賊会」に参加。俳優の初代・水谷八重子、川口松太郎、花柳章太郎、千宗左、千宗室、永楽善五郎、吉井勇ら幅広く各界人と交友。1953年（昭和28年）には自身が風俗考証を担当し、溝口が監督をした『雨月物語』がヴェネツィア国際映画祭銀獅子賞を受賞、自身はアカデミー衣装デザイン賞にノミネートされる。溝口以外の監督作品も含めて楠音が関わった映画は200本以上に達し、旗本退屈男シリーズで市川右太衛門がまとった豪華な衣装も楠音のデザインだった。
しかし、絵の道を諦めたわけではなく、1949年（昭和24年）には新規に美術団体を結成しようとして資金難から失敗している。1956年（昭和31年）に溝口が死去したのをきっかけに映画界を去り、以後は「山賊会」の活動を通じて絵画を発表するようになる。1963年（昭和38年）に京都市美術館で行われた国画創作協会回顧展に過去の作品が出品されたことから再び注目されるようになる。高齢や健康の問題もあって晩年は寡作であった。最晩年の1976年にかけて完成させた六曲一隻の屏風絵『虹のかけ橋（七妍）』を京都国立近代美術館が購入し、画家として生涯を終えることができた。1978年（昭和53年）、友人を訪問中に持病の喘息の発作により死去。享年83。墓所は金戒光明寺と文京区吉祥寺にある。
生涯独身であったが、青年時代に婚約者に裏切られたことが原因とも、ホモセクシャルであったとも言われる。このことが独特の画風にも少なくない影響を与えているという説もある。

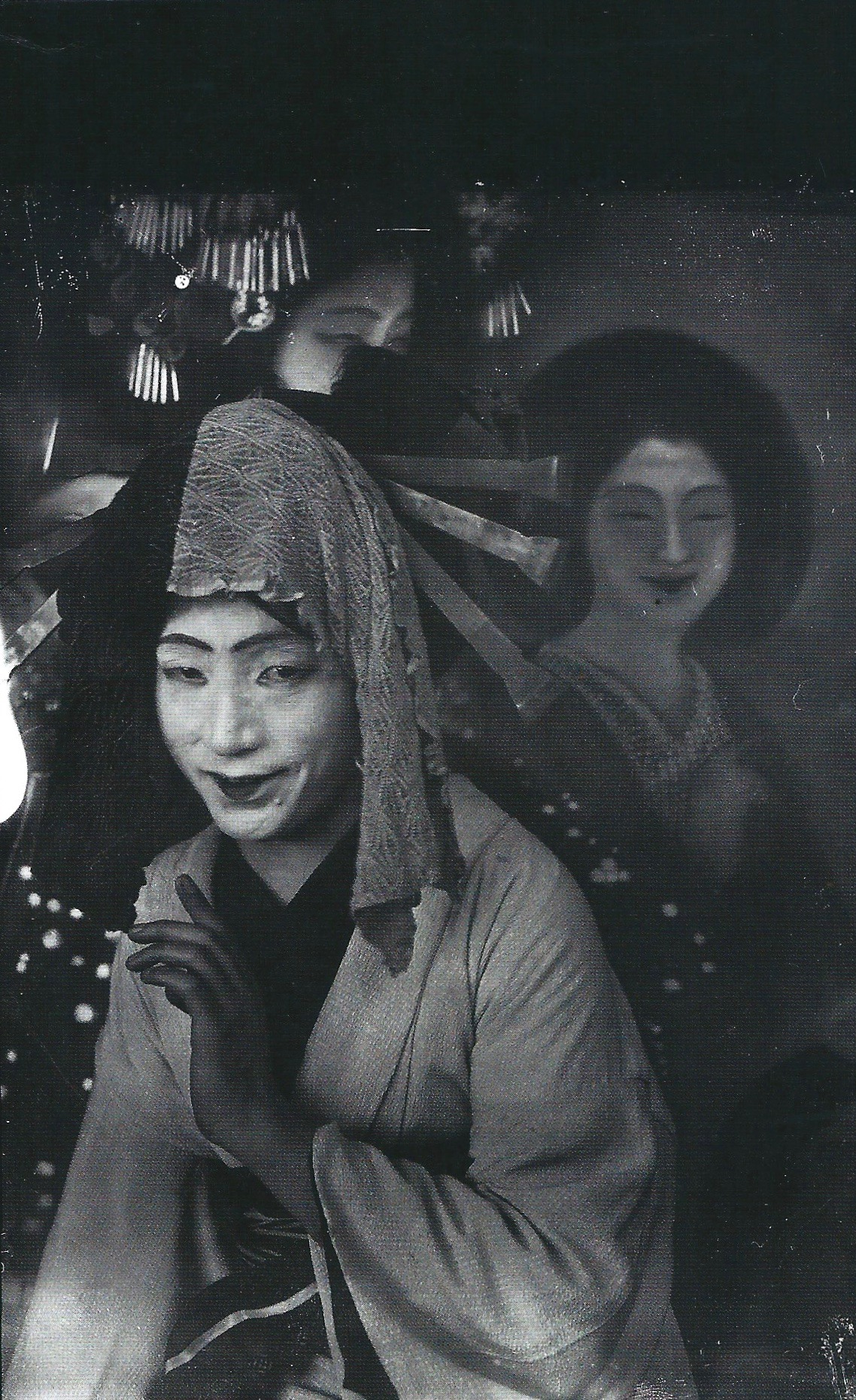
1924年

## 絵画における特徴など

### 画風
基本的に画題は人物、それも女性が多く、風景画は非常に少ない。土田麦僊に「穢い絵」と言われたのは先述したが、それまでの日本画とは異なる暗い色調でグロテスクであり、ややもすればリアルを通り越してモデルの欠点を強調する傾向は、確かに人によって好き嫌いの分かれる画風である。大正時代末期の暗い風潮を象徴するデカダンス画家の代表であろう。
小説家岩井志麻子の『ぼっけえ、きょうてえ』の表紙として『横櫛』、『岡山女』の表紙に「見返り美人」が使用されるなど甲斐庄の作品は再評価されている。
2009年に刊行された島田康寛監修『甲斐庄楠音画集－ロマンチック・エロチスト』（求龍堂 ISBN 978-4763009111)が初の画集である。

### 主な作品
| 作品名                 | 技法     | 形状・員数 | 寸法（縦x横cm）   | 所有者             | 年代        | 出品展覧会          | 落款・印章 | 備考 |
| ---------------------- | -------- | ---------- | ----------------- | ------------------ | ----------- | ------------------- | ---------- | ---- |
| 太夫と禿               | 絹本著色 | 額装1面    | 133.5x54.0        | 京都国立近代美術館 | 1912年頃    |                     |            |      |
| 桂川の場へ             | 絹本著色 | 額装1面    | 145.2x138.0       | 京都国立近代美術館 | 1915年      |                     |            |      |
| 露の乾ぬ間             | 絹本著色 | 額装1面    | 177.0x89.0        | 京都国立近代美術館 | 1915年      |                     |            |      |
| 遊女                   | 絹本著色 | 額装1面    | 152.0x60.0        | 京都国立近代美術館 | 1915年頃    |                     |            |      |
| 畜生塚                 | 絹本著色 | 八曲一隻   | 194.0x576.0（各） | 京都国立近代美術館 | 1915年頃    |                     |            | 未完 |
| 横櫛                   | 絹本著色 | 額装1面    | 195.0×84.0        | 京都国立近代美術館 | 1916年      |                     |            |      |
| 秋心                   | 絹本著色 | 額装1面    | 151.0x44.0        | 京都国立近代美術館 | 1917年      | 第8回日本産業博覧会 |            |      |
| 横櫛                   |          |            |                   | 広島県立美術館     | 1918年      | 国画創作協会第1回展 |            |      |
| 青衣の女               |          |            |                   | 京都市美術館       | 1919年      |                     |            |      |
| 幻覚                   | 絹本著色 | 額装1面    | 183.5x105.0       | 京都国立近代美術館 | 1920年      |                     |            |      |
| 舞ふ                   | 絹本著色 | 額装1面    | 130.5x89.0        | 京都国立近代美術館 | 1921年      | 第4回国画創作協会展 |            |      |
| 春宵（花びら）         | 絹本著色 | 額装1面    | 154.0x105.0       | 京都国立近代美術館 | 1921年頃    |                     |            |      |
| 道行                   | 絹本著色 | 額装1面    | 25.0x28.0         | 京都国立近代美術館 | 1924年      | 第4回国画創作協会展 |            |      |
| 裸婦                   | 絹本著色 | 額装1面    | 132.0x51.5        | 京都国立近代美術館 | 1926年      | 第5回国画創作協会展 |            |      |
| （黒衣の女）           | 絹本著色 |            | 138.5x44.2        | 新潟市美術館       | 1924-26年頃 |                     |            |      |
| 虹のかけ橋（七妍改題） | 絹本著色 | 六曲一隻   | 180.0x370.0       | 京都国立近代美術館 |             |                     |            |      |

## 主な参加映画
- 元禄忠臣蔵（1941年、監督：溝口健二、衣裳考証担当）
- 女優須磨子の恋（1947年、監督：溝口健二、衣裳考証担当）
- お遊さま（1951年、監督：溝口健二、衣裳考証担当）
- 雨月物語 (映画)（1953年、監督：溝口健二、風俗考証担当）
- 大菩薩峠（1957年、監督：内田吐夢、衣裳考証担当）

『旗本退屈男』には「茶人」役で出演もしている。

## ドキュメンタリー
- 日曜美術館「妖しく、斬新に、そして自由に 大正画壇の異才・甲斐荘楠音」（2023年7月30日、NHK Eテレ）[4]